# Filip Blažek
Filip Blažek (født 11. marts 1998) er en slovakisk fodboldspiller, der spiller for FC Rapid som midtbanespiller.

## Karriere

### FK Senica
Blažek fik sin professionelle debut for FK Senica mod FK AS Trenčín den 23. juli 2016.

### Brøndby IF
Den 11. juli 2017 meddelte Brøndby IF, at de havde indgået en aftale med Senica om køb af Blažek, efter at han havde imponeret gennem en prøvetræning. Blažek underskrev en treårig kontrakt, og modtog trøje nummer 26.
Blažek lavede sit første ligakamp for Brøndby den 1. marts 2018 mod FC Midtjylland, da han erstattede Simon Tibbling i det 93. minut.
Den 25. januar 2019 meddelte MFK Skalica, at de havde hentet Blažek fra Brøndby IF på leje for resten af sæsonen. 

## Titler
Brøndby IF
- DBU Pokalen : 2017-18